# Hundvåko
Hundvåkøy er den tredje største ø i Austevoll kommune i Vestland fylke i Norge. Som de fleste andre øer ud mod kysten er den kendetegnet af nøgne knolde, lyngheder og lidt skov. Øen er 11 kvadratkilometer og der bor omkring 500 mennesker der. Hovederhvervet er fiskeri, og fiskeopdræt er også et vigtigt erhverv, her som i resten af kommunen. Vildfår græsser ude hele året i lynghederne. Denne fårerace har overlevet i dette karrige landskab siden vikingetiden.